# 1986 en fantasy
| Années de la fantasy : 1983 - 1984 - 1985 - 1986 - 1987 - 1988 - 1989    |
| Décennies de la fantasy : 1950 - 1960 - 1970 - 1980 - 1990 - 2000 - 2010 |

L'année 1986 a été marquée, en matière de fantasy, par les événements suivants.

## Romans - Recueils de nouvelles ou anthologies - Nouvelles
- L'Épreuve des jumeaux (Test of the Twins), roman de la série Lancedragon, par Margaret Weis et Tracy Hickman
- La Formation de la Terre du Milieu (The Shaping of Middle-earth), recueil de plusieurs textes de J. R. R. Tolkien
- La Guerre des jumeaux (War of the Twins), roman de Margaret Weis et Tracy Hickman
- La Tapisserie de Fionavar : Le Feu vagabond (The Wandering Fire), deuxième tome de la trilogie de Guy Gavriel Kay
- La Tapisserie de Fionavar : La Voie obscure (The Darkest Road), troisième tome de la trilogie de Guy Gavriel Kay

- Le Dernier Magicien (Wizard of the Pigeons), roman de Robin Hobb
- Le Huitième Sortilège (The Light Fantastic), deuxième tome des Annales du Disque-monde de Terry Pratchett
- Le Sang d'Ambre (Blood of Amber), septième tome du cycle des Princes d'Ambre de Roger Zelazny
- Le Temps des jumeaux (Time of the Twins), roman de la série Lancedragon, par Margaret Weis et Tracy Hickman
- Soldat des brumes (Soldier of the Mist), roman de Gene Wolfe

## Films ou téléfilms
- Peter et la Forêt magique (Čudesna šuma), long métrage d'animation yougoslavo-américain réalisé par Milan Blažeković et Doro Vlado Hreljanovic

## Bandes dessinées, dessins animés, mangas
- Mon petit poney ou Ma petite pouliche (My Little Pony), série télévisée d'animation américaine